# Сумнів (фільм)
«Сумнів» (англ. Doubt) — американський фільм-драма режисера Джона Патріка Шенлі. Фільм поставлений за п'єсою, що отримала в 2005 році Пулітцерівську премію. П'ять номінацій на «Золотий Глобус» і «Оскар» (2009). Прем'єра відбулася 30 жовтня 2008 року.

## Зміст
Дія фільму розгортається в 1964 року в католицької церковній школі в Бронксі (Нью-Йорк, США). Директор школи, сувора і вимоглива сестра милосердя Елоїза Бовье, бентежиться через неясні сумніви щодо отця Флінна, священика церкви, при якій існує школа. Вона збирає своїх викладачок (також сестер милосердя) і натякає їм, що зі священиком щось не в порядку і що вони повинні бути пильними та повідомляти їй про все, що їм здасться дивним або незвичайним. Разом з тим, Елоїза відмовляється пояснити, що саме вона має на увазі. Сестри плутаються в здогадах, але покірно слідують її вказівкам.
Одного разу сестра Джеймс, молода і наївна вчителька школи, стає свідком незвично близьких, як їй здалося, стосунків між о. Флінном і одним зі школярів на ім'я Дональд Міллер, єдиним чорношкірим учнем, який також є й одним з вівтарників при церкві. Вона повідомляє про свої підозри сестрі Елоїзі, яка, в свою чергу, починає власне розслідування і більш пильне спостереження за о. Флінном. Вона підозрює священика в розбещенні учнів. Сестра Елоїза запрошує матір Дональда до себе, щоб розпитати її про сина і його поведінку вдома. У ході розмови Елоїза повідомляє їй про свої підозри, проте, на її здивування, мати Дональда вперто не бажає слухати її, навіть після того, як вона прямо і відверто говорить їй, що абсолютно впевнена в тому, що о. Флінн «розтліває» її сина. Нарешті, мати Дональда, зі сльозами на очах, пояснює їй, що її син — «не такий, як усі» і що з цієї причини йому довелося багато страждати, в тому числі, з причини вимушеного переходу з однієї школи в іншу через ворожість до себе з боку інших учнів. Отець Флінн — єдина людина, яка щиро любить і розуміє її сина. Більше того, каже вона, якщо батько Дональда дізнається про його стосунки з дорослим чоловіком, то може просто розправитися зі своїм сином фізично. Вона просить сестру Елоїзу не створювати додаткові проблеми, а залишити все, як є.
Однак, сестра Елоїза не вгамовується і дає собі слово «позбавити» свою школу і церковну парохію від священика — «збоченця». Вона просить о. Флінна зайти до себе в кабінет для бесіди і там прямо і відкрито говорить йому про свої підозри. Отець Флінн з подивом відкидає всі підозри, але не може навести докази, які переконали б сестру Елоїзу в його невинуватості. Крім того, вона заявляє йому, що вона збирала інформацію про нього, для цього вона мала спілкування по телефону зі своїми колегами з інших парохій, в яких він працював раніше і що тепер вона знає причину, з якої йому довелося неодноразово переходити з одного приходу до іншого. Це викликає глибоке обурення о. Флінна, який починає підозрювати, що проти нього ведеться ворожа кампанія з метою дискредитації. Не витримавши цього, він змушений покинути свою парафію і церковну школу. Це викликає неоднозначну реакцію як учнів, так і вчителів. Згодом, сестра Елоїза, в розмові з сестрою Джеймс, зізнається їй, що не збирала інформацію про о. Флінна, а просто збрехала, і що зробила це, щоб побачити, як він відреагує. «Якби він був невинний, він би не пішов від нас», - заявляє вона.
Проходить деякий час. Одного разу, під час прогулянки по церковному дворику, сестра Джеймс зауважує глибоко засмучену сестру Елоїзу, яка сидить на лавці. Вона запитує її, в чому причина її переживань, на що сестра Елоїза відповідає, що її гризе сумнів щодо винуватості о. Флінна. У цей момент сестра Джеймс розуміє, що у Елоїзи не було ніяких доказів провини о. Флінна. Крім того, вона дізнається, що о. Флінн після відходу з церкви був переведений на ще більш відповідальну роботу на іншу парохію.
Фільм присвячений сестрі милосердя Маргарет Маккенті, відомої під ім'ям сестра Джеймс.

## У ролях
| Актор                | Роль                |
| -------------------- | ------------------- |
| Меріл Стріп          | сестра Елоїза Бовье |
| Філіп Сеймур Хоффман | отець Брендан Флінн |
| Емі Адамс            | сестра Джеймс       |
| Віола Девіс          | місіс Міллер        |
| Еліс Драммонд        | сестра Вероніка     |
| Одрі Дж. Нінан       | сестра Реймонд      |
| Джозеф Фостер        | Дональд Міллер      |

## Нагороди та номінації
- 2009 — 5 номінацій на премію «Оскар»: найкраща жіноча роль (Меріл Стріп), найкраща чоловіча роль другого плану (Філіп Сеймур Хоффман), найкраща жіноча роль другого плану (Емі Адамс та Віола Девіс), найкращий адаптований сценарій (Джон Патрік Шенлі)
- 2009 — 5 номінацій на премію «Золотий глобус»: найкраща жіноча роль у драмі (Меріл Стріп), найкраща чоловіча роль другого плану (Філіп Сеймур Хоффман), найкраща жіноча роль другого плану (Емі Адамс та Віола Девіс), найкращий сценарій (Джон Патрік Шенлі)
- 2009 — 3 номінації на премію BAFTA: найкраща жіноча роль (Меріл Стріп), найкраща чоловіча роль другого плану (Філіп Сеймур Хоффман), найкраща жіноча роль другого плану (Емі Адамс)
- 2009 — премія Гільдії кіноакторів США за найкращу жіночу роль (Меріл Стріп), а також 4 номінації: найкраща чоловіча роль другого плану (Філіп Сеймур Хоффман), найкраща жіноча роль другого плану (Емі Адамс та Віола Девіс), найкращий акторський ансамбль

## Цікаві деталі
- Меріл Стріп знімалася у фільмі без макіяжу. |  | По-справжньому звільняє під час виконання ролі те, що ти відкидаєш те, на що зазвичай жінки витрачають велику кількість годин: що ти збираєшся надіти, як виглядає твоє волосся, що в тебе з обличчям. Все це пішло, і все, що в тебе є, - це те, що ти робиш, | — сказала вона в інтерв'ю.

## Знімальна група
- Режисер — Джон Патрік Шенлі
- Сценарист — Джон Патрік Шенлі
- Продюсер — Марк Ройбал, Скотт Рудін, Селія Д. Костас
- Композитор — Говард Шор